# Berch
Berch [uttalas [bärk]) är efternamn för en adelsätt från Estland, och känd i Sverige från två svenska adelssläkter, varav den ena, vilken har introducerats på Sveriges Riddarhus 1723, härstammar från den Estländska ätten.

## Adliga ätten Berch nr 1774
Den ena ätten Berch, är från östersjöprovinserna, känd från 1371 med Nikolaus de Monte (nämnd 1371–1405), där den sedan introducerades på skilda baltiska riddarhus under namnet von Berg och ännu lever kvar. Uppgiften om att ätten skulle härstamma från Schlesien, varifrån den kom till Östersjöprovinserna, saknar varje bevis. Den uppträder redan på 1300-talet i Estland och utgör en gren av den stora släktgrupp, till vilken höra ätterna von Löwenwolde, Wrangel, von Engdes och möjligen von Pasike, och vars äldsta ursprung torde sökas i Niedersachsen i Tyskland. Äldste dokumenterade stamfader anges vara en Caspar Bergk till Jöggis i Wolde socken på Ösel. År 1723 blev hans sonson, öselska lantrådet, kaptenen vid Livgardet och överstelöjtnanten i svensk tjänst, Casper Johan Berch (1688-1761) ägare till Vrams Gunnarstorps slott och naturaliserad svensk adelsman, och han introducerades efter ansökan utan brev eller remiss den 14 oktober 1723 på Sveriges Riddarhus under nuvarande nummer 1774. Ätten utgick den 16 februari 1803 med hans son, översten Otto Christopher (von) Berch. Släkten fortlever i Sverige genom en 1799 adopterad ättegren med kusinsonen, förre majoren i rysk tjänst sedermera svenske hovmarskalken Georg Philipp Bergk (1769–1817) som jämte sina bröstarvingar, blev naturaliserad och adopterad Berch. Georg Philipp var gift med Anna Ulrika Juliana von Berg. 

### Kända personer i introducerade släkten
- Anders Berch (1711-1774), professor i nationalekonomi, son till Anders Berch
- Anders Berch den yngre (1736-1770), förespråkare för upplysningens idéer och hattarnas politik, son till Anders Berch (1711-1774)
- Hugo Berch (1854-1920), militär

## Adliga ointroducerade ätten Berch
Den andra ätten Berch, som inte har något samband med den introducerade ätten nummer 1774, härstammar från Thorstanus Erici (död 1625), kyrkoherde slutligen i Skövde. Dennes sonson ingenjören vid fortifikationen Anders Olofsson Bergh (1619-1679) var far till slutligen revisionssekreteraren Johan Berch (1646-1730), 1712 adlad Skutenhielm, vars brorson Anders Berch 1762 adlades, men aldrig tog introduktion.

### Kända personer i ointroducerade släkten
- Carl Reinhold Berch (1706-1777), numismatiker och ämbetsman, bror till Anders Berch